# Humberto de Campos (ort)
Humberto de Campos är en ort i Brasilien.   Den ligger i kommunen Humberto de Campos och delstaten Maranhão, i den nordöstra delen av landet, 1 500 km norr om huvudstaden Brasília. Humberto de Campos ligger 14 meter över havet och antalet invånare är 5 208.
Terrängen runt Humberto de Campos är mycket platt, och sluttar norrut. Runt Humberto de Campos är det glesbefolkat, med 9 invånare per kvadratkilometer.. Det finns inga andra samhällen i närheten.
Omgivningarna runt Humberto de Campos är huvudsakligen savann.